# Marie-Seebach-Stift

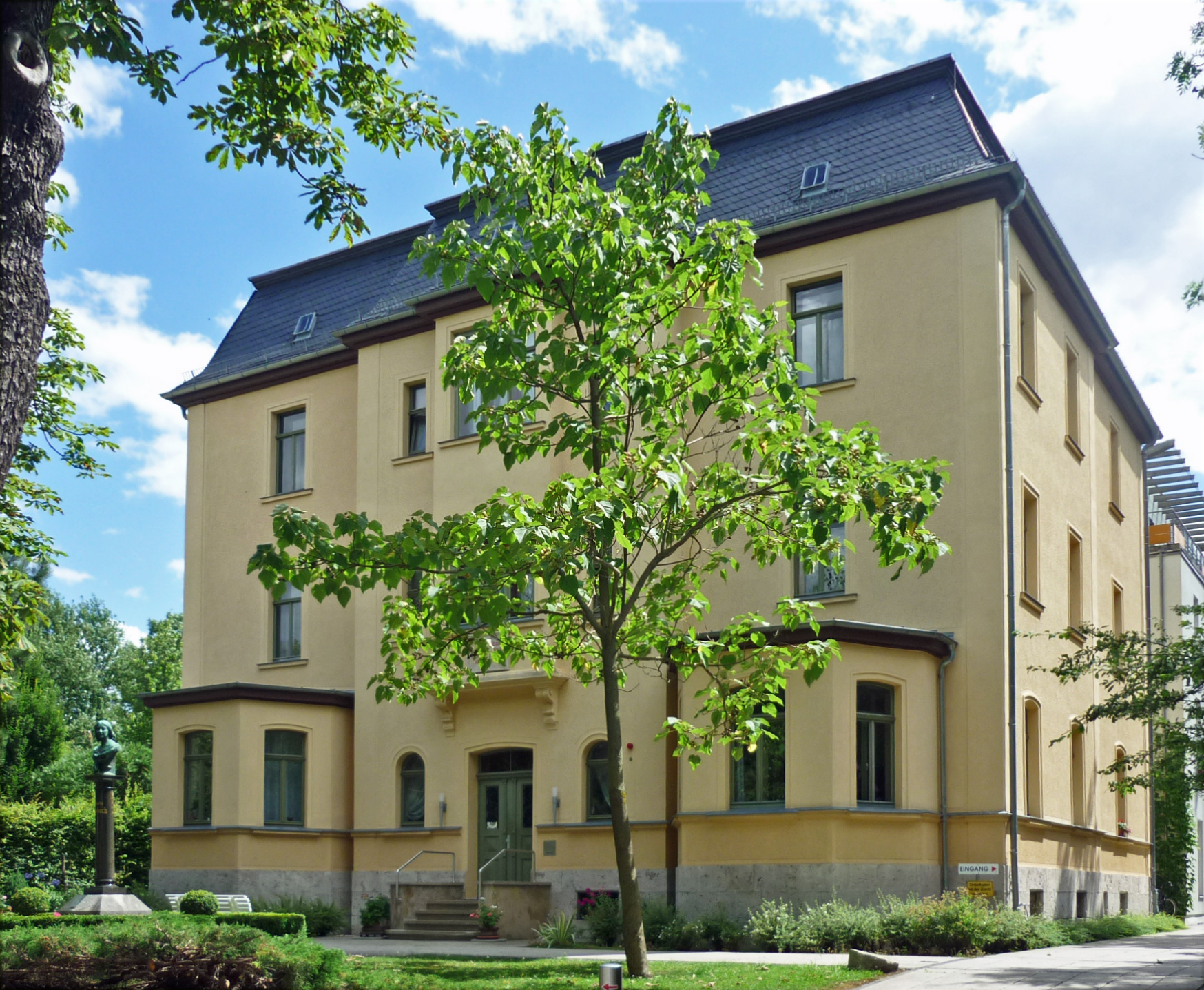
Marie-Seebach-Stift

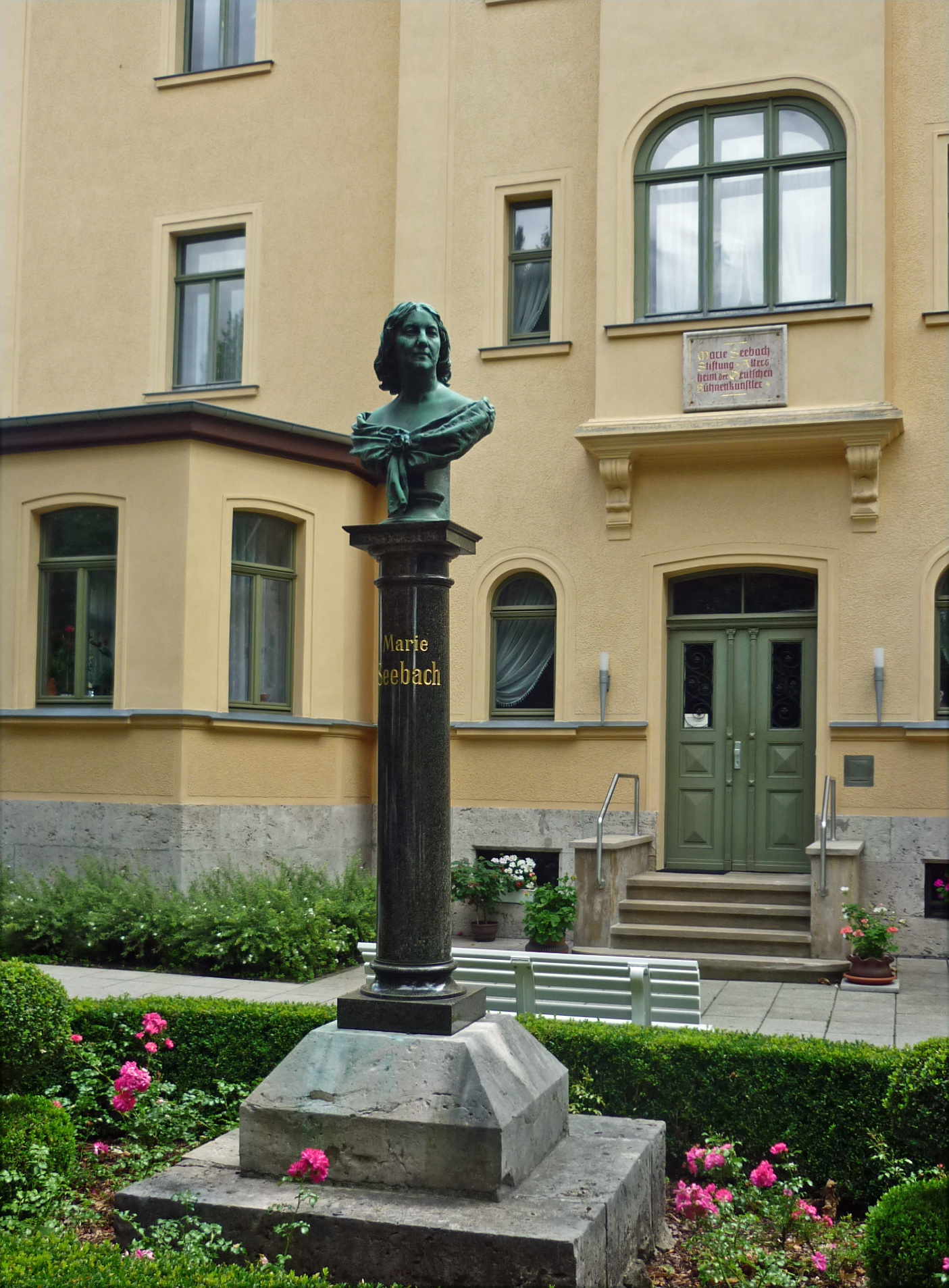
Marie-Seebach-Denkmal

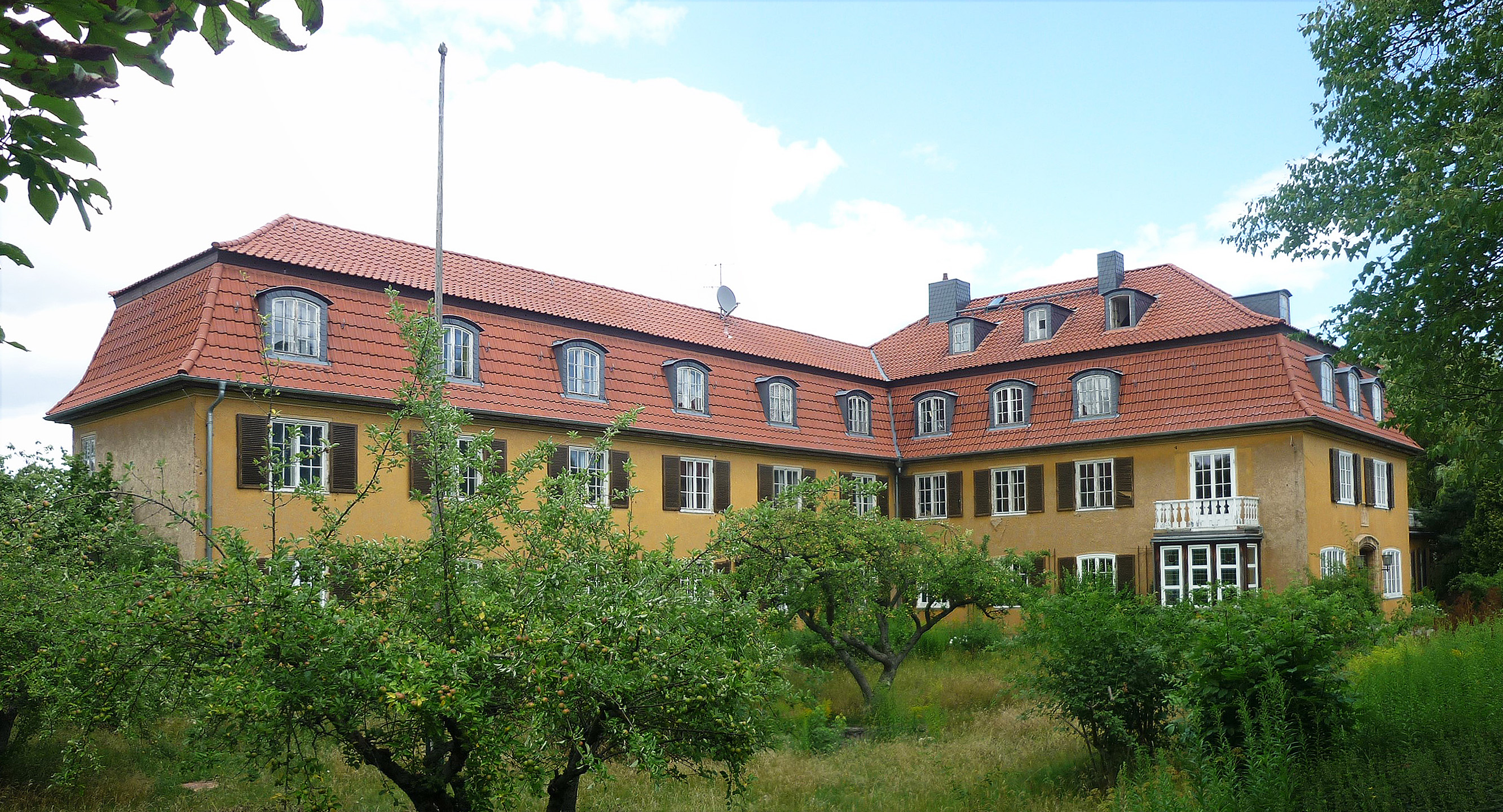
Tiefurter Allee 37

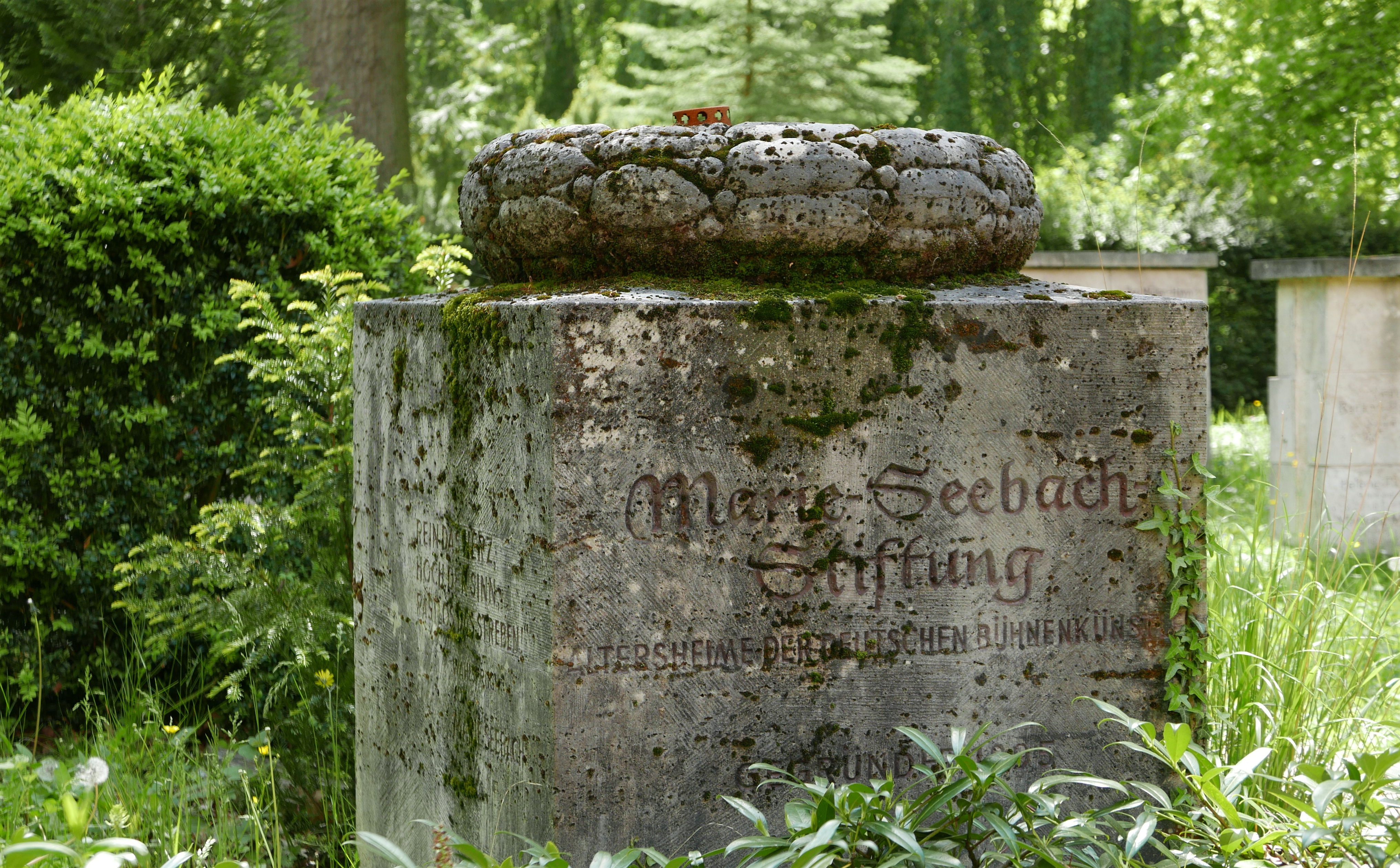
Grabstelle auf dem Neuen Friedhof Weimar

Das am 2. Oktober 1895 eröffnete Marie-Seebach-Stift ist ein Altersheim für Bühnenkünstler, Schauspieler und Sänger in Weimar. In dieser Art ist es das Einzige in Deutschland.

## Geschichte
Architekt war der Weimarer Baurat Carl Reichenbecher, der das Gebäude im historistischen Stil entwarf.
Vor dem Gebäude Tiefurter Allee 8 erinnert das 1895 von Reinhold Begas geschaffene Marie-Seebach-Denkmal an die Weimarer Hofschauspielerin Marie Seebach, die Stifterin des Altersheims in Gestalt einer Büste auf einer Säule aus dunklem Diorit mit Kalksteinsockel. Der Guss der Büste wurde in der Gießerei Martin & Piltzing in Berlin realisiert. An dem Gebäude Tiefurter Allee 8 befindet sich über der Tür eine Gedenktafel. Die Stifterin hat die Eröffnung ihrer Stiftung nicht mehr erlebt.
Im Jahre 1937 wurde mit dem Haus II ein weiterer Bau in der Tiefurter Allee 37 eröffnet, der unter Kuratel von Emmy Göring und dem Protektorat des Reichsmarschalls Hermann Göring stand. Es hieß deshalb auch Emmy-Göring-Stift. Die Entwürfe im Heimatschutzstil stammen von Ernst Flemming. Die Innengestaltung bringt das noch deutlicher zum Ausdruck als die neobarocke Fassade. Den überlieferten Plänen zufolge sollte dieses Stift viel größer werden. Es hat sich auch ein Modell erhalten. Es war Gegenstand in der Serie Böse Bauten. Nach der NS-Zeit bekam sie ihren alten Namen wieder. Es war eine Stiftung, die ab 1951 einen jährlichen Zuschuss bekam. Nach 1990 fiel das Marie-Seebach-Stift auf Basis des Einigungsvertrags an das Land Thüringen.
Das Archiv der Marie-Seebach-Stiftung liegt im Stadtarchiv Weimar.
Der Komplex steht auf der Liste der Kulturdenkmale in Weimar (Einzeldenkmale).
Auf dem Historischen Friedhof Weimar befindet sich ein Grabfeld der Marie-Seebach-Stiftung.